# Ignazio Aymerich di Laconi
Ignazio Aymerich di Laconi (Cagliari, 11 novembre 1808 – Cagliari, 25 ottobre 1881) è stato un politico italiano.
Appartenente ad un'antica famiglia patrizia sarda e figlio del Marchese Aymerich y Zatrillas Ignazio IV e di Giovanna Ripoll, il 3 marzo 1832 sposò Maria Teresa Pes dei marchesi di San Vittorio da cui ebbe numerosi figli. Marchese e Sindaco di Laconi, Consigliere comunale e provinciale di Cagliari, fu capo dello Stamento militare. Ha lasciato scritti sulla condizione della Sardegna alla nascita del Regno d'Italia. Nel 2010 la British Library scelse di pubblicare il saggio Stato della Sardegna e suoi bisogni specialmente riguardo alla proprieta e all'agricoltura.
Il 3 maggio 1848 venne nominato senatore del Regno di Sardegna. Fu anche Gentiluomo di camera del Re.